# Forțele navale franceze libere
Les Forces Navales Françaises Libres ("Forțele navale franceze libere") a reprezentat brațul înarmat naval al Forțelor Franceze Libere în timpul celui de-al doilea război mondial. Marina Franței Libere s-a aflat sub comanda amiralului Emile Muselier.

## Istoric
Charles de Gaulle, după difuzarea Apelul de pe 18 iunie, și mai înainte de semnarea Armistițiului de la Compiègne de pe 22 iunie 1940, a fondat Forțele Franceze Libere, având în componență și Forțele navale franceze libere (FNFL). Pe 30 iunie, lui De Gaulle i s-a alăturat vice-amiralul Émile Muselier, venit din Gibraltar. Muselier a fost singurul amiral francez care s-a alăturat lui De Gaulle. 
Flota franceză era foarte dispersată. Unele vase erau în porturi franceze, unele au reușit să caute adăpost în porturile controlate de britanici, pe insulele britanice, sau în Alexandria (Egipt). În primele faze ale Operațiunii Catapulta, vasele din porturile britanice Plymouth și Portsmouth au fost abordate în noaptea de 3 iulie  1940. Cel mai mare submarin din lume, Surcouf, care se refugiase în Portsmouth în iunie 1940 după invazia germană în Franța, a rezistat atacului. În operațiunii de capturare a submarinului, doi ofițeri britanici și un marinar francez au fost uciși. Alte vase au fost cuirasatele învechite Paris și Courbet, distrugătoarele  Le Triomphant și Léopard, opt vedete torpiloare, 5 submarine (printre care și Minerve și Junon), și un număr de vase de sprijin de mică importanță. 
În vara anului 1940, submarinele Minerve și Junon și patru vedete rapide au plecat din Plymouth. Spre sfârșitul anului 1940, distrugătoarele Le Triomphant și  Léopard au părăsit de asemenea porturile britanice. Le Triomphant a navigat spre Noua Caledonie și a petrecut restul războiului în bazele navale din Australia. Nava franceză a luptat în Oceanele Pacific și Indian. 
Pentru a face diferența dintre FNFL și  forțele armate ale regimului de la Vichy, viceamirealul Émile Muselier a creat un pavilion de pupa cu culorile naționale franceze și crucea de Lorena și o cocardă tricoloră cu crucea de Lorena pentru avioanele Forțelor aeronavale franceze libere și ale Forțelor aeriene franceze libere. 
Un număr de vase au fost împrumutate francezilor de britanici. Printre acestea s-au numărat distrugătorul clasa Hunt, rebotezat La Combattante și corveta clasa Flower, rebotezatăAconit.
FNFL a pierdut primul vas pe 7 noiembrie 1940, când vedeta de patrulare Poulmic a lovit o mină în apele portului Plymouth.

### Africa
La scurtă vreme după căderea Franței, Franța Liberă s-a constituit ca guvern în exil, necontrolând niciun teritoriu, și având în subordine doar puțini militari. În încercarea de a lărgi autoritatea guvernului său asupra unui teritoriu francez important, generalul  De Gaulle a încercat să atragă de partea sa posesiunile din Africa de vest franceză, călătorind la Dakar, însoțit de o flotă britanică, în rândul căreia navigau și câteva nave franceze. În același timp, o forță formată din crucișătoare aparținând Regimului de la Vichy a fost trimisă să recucerească teritoriile care-și declaraseră deja sprijinul pentru De Gaulle. În bătălia de la Dakar, care a urmat, forțele vichyiste au obținut o victorie tactică, care nu a oprit însă ca Africa de vest franceză să se alăture Franței Libere în noiembrie 1942. 
Atunci când s-a întâmplat acest lucru, mai multe vase importante cu baza la Dakar au completat forța navală a FNFL: cuirasatul modern Richelieu, crucișătorul greu Suffren, crucișătoarele ușoare Gloire, Montcalm, Georges Leygues și câteva distrugătoare din clasa Le Fantasque.

### Ziua-Z: Operațiunea Neptun
FNFL a luat parte la Bătălia din Normandia, atât la operațiunile navale (Operațiunea Neptun), cât și la debarcarea propriu-zisă, prin comandourile navale comandate de căpitanul Philippe Kieffer, care au escaladat falezele și au distrus bateriile de coastă germane. 
Vapoarele FNFL a fost deplasate în zonele de debarcare după cum urmează: 
- Plaja Utah: corvetele Aconit și Renoncule;
- Plaja Omaha: crucișătoarele Georges Leygues și Montcalm, fregatele Escarmouche, Aventure și Roselys ;
- Plaja Gold: corveta Surprise
- Plaja Juno: fregata Découverte ; corveta Estienne d'Orves  și vasul torpilor La Combattante

Crucișătorul învechit Courbet a fost sabordat la Arromanches pentru a fi transformat în port Mulberry.
Crucișătoarele Georges Leygues și Montcalm și cuirasatul american  USS Arkansas au asigurat pe 10 iunie sprijinul de artilerie pentru infanteria debarcată până. 
La Combattante a distrus artileria de coastă germană de la Courseulles-sur-Mer. A doua zi, vasul torpilor a început o misiune de patrulare în Canalul Mânecii, pentru ca, pe 14 iulie, să-l aibă la bord pe De Gaulle în druml să spre Franța.

### Războiul din Pacific
Cuirasatul Richelieu a fost prezent în Golful Tokyo în timpul semnării capitulării Japonei.

## Inovații tehnice
Căpitanul Jacques-Yves Cousteau a inventat echipamentul de scufundare autonomă, iar Yves Rocard a avut o contribuție de primă importanță la modernizarea radarului.

## Pierderi
Flota comercială a FNFL a suferit pierderi grele, cam un sfert din numărul marinarilor căzând la datorie. 
Au fost pierdute mai multe nave, printre ele aflându-se submarinul Surcouf, scufundat se pare din greșeală de avioanele americane. De asemenea au fost pierdute distrugătoarele Léopard,  Mimosa, Alysse și La Combattante , submarinul Narval,  navele de patrulare Poulmic și Vikings.